# نوید عبدالملکی
نوید عبدالملکی (زادهٔ ۲۵ فروردین ۱۳۶۹، کرج) کاراته کار پیشین و مبارز هنرهای رزمی ترکیبی اهل ایران است. وی در سال ۲۰۱۷ در رشته کاراته همراه تیم ملی کاراته ایران قهرمان آسیا مرکزی شد. همچنین وی در رقابت‌های هنرهای رزمی ترکیبی که در بلاروس برگزار شد مقابل حریفانش از اکراین و بلاروس به پیروزی رسید.

## هنرهای رزمی ترکیبی (MMA)
حدود یک سال بعد از قهرمانی آسیا در کاراته، وی درخبرگزاری، شرکت خود را در ورزش هنرهای رزمی ترکیبی را اعلام کرد او دومین کاراته کار حرفه ای ایرانی است که در این رشته ورزشی به فعالیت پرداخته‌است.
عبدالملکی نخستین مبارزه خود در این رشته ورزشی را در ۲۹ ژوئیه در سازمان BFC بلاروس انجام داد و سرگئی الونچک از اکراین را در راند نخست با تکنیک گیوتیین ناک اوت و شکست داد.
دومین مبارزه او بعد از ۳ ماه در سازمان BFC بلاروس انجام شد و او حریفی از کشور میزبان دنیس کورتوف را نیز در راند نخست با تکنیک RNC ناک اوت و شکست داد.

## رکورد هنرهای رزمی ترکیبی
| بررسی رکورد مسابقات حرفه‌ای |       |        |
| 2 مسابقه                   | 2 برد | 0 باخت |
| ناک‌اوت                     | 2     | 0      |
| تصمیم داور                 | 0     | 0      |

| نتیجه. | رکورد | حریف          | روش     | رویداد | تاریخ          | راند | زمان | مکان   | یادداشت |
| ------ | ----- | ------------- | ------- | ------ | -------------- | ---- | ---- | ------ | ------- |
| برد    | 0–1   | دنیس کوروتوف  | ناک اوت | BFC    | ۱۴ نوامبر ۲۰۲۱ | 1    | 2:34 | بلاروس |         |
| برد    | 0–1   | سرگئی اولنچوک | ناک اوت | BFC    | ۲۹ ژوئیه ۲۰۲۱  | 1    | 1:35 | بلاروس |         |